# Miloud-Hadefi-Stadion
Das Miloud-Hadefi-Stadion (arabisch ملعب ميلود هدفي, französisch Stade Miloud Hadefi), vorher bekannt als Stade olympique d'Oran (arabisch الملعب الأولمبي لوهران, deutsch Olympiastadion von Oran), ist ein Fußballstadion mit Leichtathletikanlage im Bezirk Belgaïd des Vororts Bir El Djir der algerischen Küstenstadt Oran im Norden des Landes. Es bietet 40.143 Besuchern einen Sitzplatz. Die Sportstätte ist Teil des Olympischen Komplexes von Oran, der zweitgrößten Stadt Algeriens. Es diente als Austragungsort der Eröffnungs- und Abschlussfeier der vom 25. Juni bis zum 5. Juli abgehaltenen Mittelmeerspiele 2022. Es ist darüber hinaus die Heimspielstätte des Fußballclubs MC Oran. Entgegen dem Namen fanden keine Olympischen Spiele im Stadion statt.

## Geschichte
2006 begannen die Planungen für das Projekt zum Bau eines 105 Hektar großen olympischen Sportkomplexes. Die Anlage war ursprünglich für 75.000 Zuschauer geplant, die Kapazität wurde aber auf 40.000 reduziert. Des Weiteren gehören zum Komplex ein Leichtathletikstadion mit 4200 Sitzplätzen, eine Sporthalle mit 6200 Sitzplätzen, ein Segelzentrum sowie drei Schwimmbecken. Das große Stadion wurde nach dem Vorbild des 1990 für die Fußball-Weltmeisterschaft fertiggestellten Stadio San Nicola im italienischen Bari errichtet, das vom Architekten Renzo Piano entworfen wurde. Es wurden für den Neubau damals mit Baukosten von 142,3 Mio. US-Dollar gerechnet. Trotz der Kapazitätsreduzierung stiegen die Kosten an. Der Bau begann Ende 2010. Offiziell war der Baubeginn am 1. Juni 2010. Am 5. Dezember 2011 kündigte der Minister für Jugend und Sport, El Hachemi Djiar, an, dass das Stadion vor Ende 2012 fertiggestellt werden würde. Nach mehreren Verzögerungen wurde das Stadion schließlich nach elf Jahren Bauzeit im Jahr 2021 in Betrieb genommen. Der Bau wurde von der China Metallurgical Construction Corporation durchgeführt. Die Baukosten beliefen sich letztendlich auf 222,3 Mio. US-Dollar. Für den Bau der Stadionstruktur wurden 3000 t Stahl eingesetzt. Die Fassade aus einem massiven Stahlgeflecht wurde nicht nur aus ästhetischen Gründen erbaut, es bietet auch Stabilität am seismisch instabilen Ort. Das Stadion mit dem Stahlskelett erstreckt sich über 300 Meter und ist im Stil eines antiken Amphitheaters gestaltet. Die Fassadenstruktur ist, bis auf die Westseite mit der Infrastruktur, offen sichtbar. Der Unterrang besteht aus einem durchgängigen Tribünenring. Der Oberrang, mit Ausnahme der Haupttribüne, setzt sich aus einzelnen, rechteckigen Tribünenelementen zusammen. Der Hybridrasen der Spielfläche hat die internationalen Maße 105 × 68 m und verfügt über ein vollautomatisches Rasenpflegesystem, das auf Wetterdaten reagiert. Es ist das erste seiner Art in einem afrikanischen Stadion. Die Stellflächen um das Stadion bieten Platz für 1500 Fahrzeuge.
Die Einweihung des Stadions fand am 17. Juni 2021 statt, als die Fußballnationalmannschaft von Algerien in einem Freundschaftsspiel Liberia mit 5:1 besiegte. Am 23. Juni 2022 wurde der gesamte Sportkomplex von Präsident Abdelmadjid Tebboune eingeweiht und auf den Namen des ehemaligen Fußballspielers Miloud Hadefi umbenannt.

## Galerie

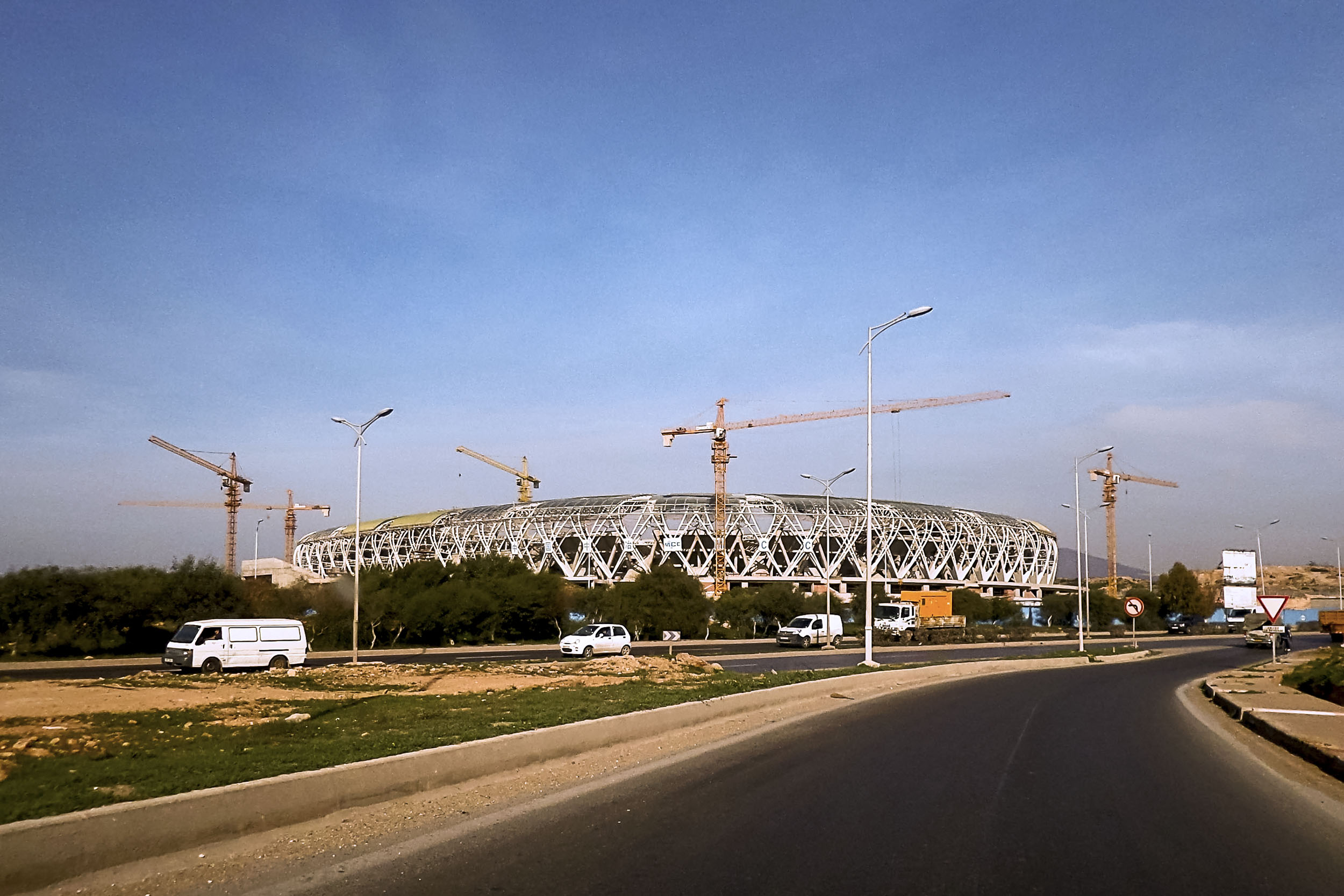
Die Baustelle im Dezember 2015
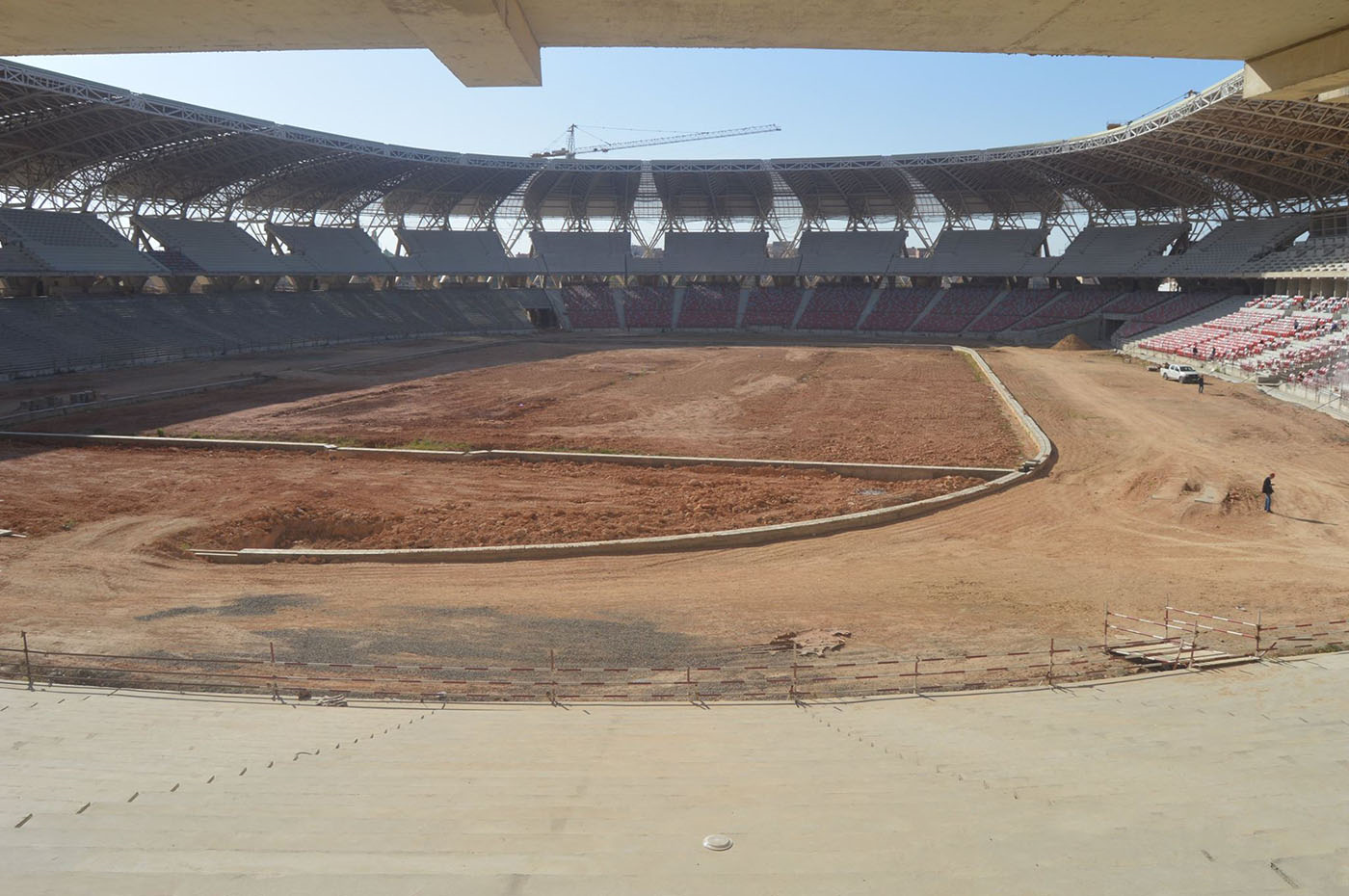
März 2017
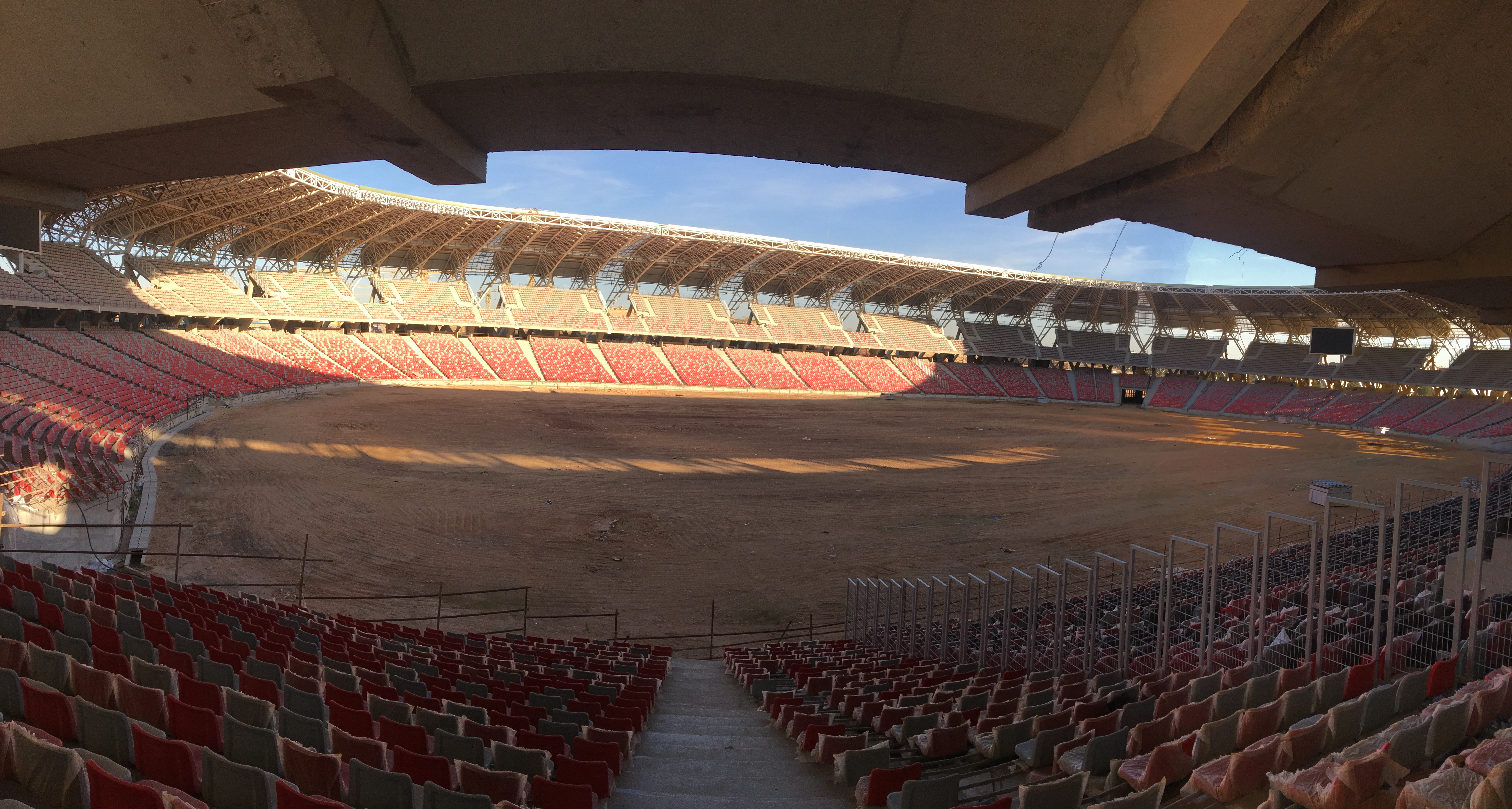
Der Innenraum im November 2018